# Sestry Mirabalovy
Sestry Mirabalovy byly tři sestry, které se postavily diktatuře Rafaela Trujilla v Dominikánské republice a podílely se na tajných protirežimních aktivitách. Všechny tři byly 25. listopadu 1960 zavražděny.

## Sestry a jejich rodina
- Patria Mercedes Mirabal Reyes (27. února 1924 – 25. listopadu 1960)
- Bélgica Adela Mirabal Reyes (1. března 1925 – 1. února 2014) – Jako jediná ze sester se do odboje nezapojila a zemřela přirozenou smrtí.
- María Argentina Minerva Mirabal Reyes (12. března 1926 – 25. listopadu 1960)
- Antonia María Teresa Mirabal Reyes (15. října 1935 – 25. listopadu 1960)

Sestry pocházely z dobře zajištěné rodiny obchodníka a dostalo se jim kvalitního vzdělání. Především Minerva vynikala svou inteligencí a dosáhla právnického vzdělání na univerzitě, ale licenci k zavedení právnické praxe jí režim odmítl udělit.

## Odbojová aktivita sester
Generál Rafael Trujillo, kterému se přezdívalo El Jefe, se stal prezidentem po vojenském puči v roce 1930, kdy byl sesazen Horacio Vásquez, a Dominikánskou republiku proměnil v jednu z nejkrvavějších diktatur 20. století. Jeho vláda byla plná represálií a v zemi silně vzrostla rasová diskriminace, kterou svými činy podporoval. Na jeho příkaz byla provedena i obrovská rasová čistka, při níž bylo zavražděno více než 20 000 haitských přistěhovalců.
K prvnímu osobnímu setkání Mirabalových s autoritativním prezidentem Trujillem došlo v roce 1949, konkrétně na letní zahradní slavnosti. Prezidentovi se zde zalíbila Minerva, ovšem ta se svést nenechala. Když pak rodina Mirabalových ještě před koncem slavnosti odešla, Trujillo se cítil dotčen. Rodinu nechal sledovat a Minervu i jejího otce dal zatknout. Prezident své moci často zneužíval k absurdním zatýkáním, sestry se ocitly za mřížemi i proto, že si nekoupily knihu o jeho osobě.
Sestry Mirabalovy Trujillův režim ostře kritizovaly a staly se součástí odboje, také se provdaly za odpůrce režimu. Staly se součástí opozičního hnutí zvaného Agrupación política de 14 junio (česky Politické uskupení 14. června), jež svým názvem odkazovalo na krvavě potlačený puč, o který se v roce 1959 neúspěšně pokusilo Hnutí za osvobození Dominikánské republiky. Hnutí se nebálo otevřeně hovořit o nelegálních a brutálních aktivitách dominikánského prezidenta. Sestry Mirabalovy nebyly jedinými členkami uskupení, nicméně byly jeho výraznými osobnostmi. Získaly si přezdívku Las Mariposas (česky Motýlci) a byly známé pro svůj obdiv ke kubánskému revolucionáři Fidelu Castrovi.
Pro své aktivity byly prezidentovi a jeho režimu trnem v oku a opakovaně byly vězněny, stejně jako jejich manželé a další členové hnutí.

## Smrt
Dne 25. listopadu 1960 se sestry vracely z návštěvy svých manželů ve vězení u Puerta Plata, když na ně byl spáchán nařízený atentát. Trujillův pobočník Peña Rivera a jeho muži nejprve zastavili jejich vůz, poté je i s řidičem Rufinem de la Cruz škrtili a ubili k smrti. Vraždu se pak pokusili zamaskovat tím, že těla posadili zpět do vozu a ten nechali sjet ze srázu, aby tak smrt vypadala jako nehoda.
Verzi, že by se mohlo jednat o nehodu, ale společnost nevěřila a událost odstartovala období protestů proti generálově vládě. Vrazi se ke svým činům přiznali teprve po Trujillově smrti v květnu 1961, na níž se podíleli bývalí představitelé režimu a vysocí důstojníci s podporou americké tajné služby CIA. El Jefe se stal obětí atentátu, čímž se skončila jeho více než třicetiletá vláda v Dominikánské republice.

### Odkaz sester Mirabalových
Sestry Mirabalovy jsou dodnes symbolem lidového i feministického odporu proti bezpráví. Den, kdy byly sestry Mirabalovy na příkaz Rafaela Trujilla zavražděny, byl na jejich počest rezolucí Valného shromáždění OSN ustanoven 25. listopad Mezinárodním dnem boje proti násilí na ženách.